# Virage parallèle
Le virage parallèle en ski alpin est une méthode de virage qui fait rouler le ski sur une carre, lui permettant de se plier en arc de cercle. Ainsi courbé, le ski suit le virage sans glisser. Cela contraste avec les techniques antérieures telles que la tige Christie, qui fait glisser le ski vers l'extérieur du corps (« tige ») pour générer une force latérale. Les virages parallèles génèrent beaucoup moins de friction et sont plus efficaces pour maintenir la vitesse et minimiser l’effort du skieur.

## Histoire
Le virage parallèle a été inventé dans les années 1930 par le skieur autrichien Anton Seelos de Seefeld in Tirol. Les virages parallèles nécessitent un contact solide entre le bas de la jambe du skieur et le ski pour le faire pivoter sur la carre. Ceci était difficile à réaliser avec les premiers équipements de ski, limitant la technique au domaine de la haute performance de la course. L'introduction de skis composites, de carres métalliques, de fixations de serrage amovibles et de bottes en plastique rigides combinées pour permettre des virages parallèles même sur du matériel débutant. À la fin des années 1960, il a rapidement remplacé la tige pour tous les virages, sauf à très court rayon. L'évolution des skis profilés dans les années 1990 a propulsé le virage du carving vers la prééminence. Aujourd'hui, les virages parallèles sont enseignés pour enseigner aux skieurs débutants l'effet du lestage et du délestage de leurs skis. Ils constituent toujours la technique de base pour les pentes raides, le hors-piste et le ski de bosses .

## Action de base
Le virage parallèle repose sur deux dynamiques : relâcher la tenue de carre en réduisant l'angle entre le ski et la surface de la neige qui fait déraper l'avant du ski vers le bas (dérapage vers l'intérieur) puis appliquer une force pour changer de carre et faire tourner le ski à travers la ligne de plus grande pente (dérapage vers l'extérieur).
Le skieur amorce le virage en déplaçant latéralement ses genoux ou tout son corps dans la direction du virage souhaité. Le mouvement des genoux est transmis du mollet aux colliers hauts des chaussures de ski, aux fixations, puis aux skis. Cela réduit la tenue de carre et fait tourner les skis sur leurs carres, avec le poids du skieur et la force qu'il exerce sur lui pour changer la carre des skis qui les fait tourner sur la ligne de plus grande pente. Pour arrêter le virage, le genou ou le corps est ramené à la position neutre jusqu'à ce que la carre tienne et que le dérapage s'arrête. Même si les deux skis participent, en pratique, le ski situé à l'extérieur du virage est dominant.
Déplacer les jambes sur le côté déplace le centre de gravité, compensé par un mouvement des hanches dans la direction opposée. L'effet est de maintenir le haut du corps du skieur droit tandis que le bas du torse et les jambes se déplacent d'un côté à l'autre. Le skieur exerce une pression sur l'avant de ses skis pour maintenir le centre de gravité avant et arrière de la masse du skieur au-dessus de ses orteils.
Le virage parallèle peut être amélioré grâce à une « pondération » dynamique. Les virages s’enchaînent souvent en une série d’arcs continus, dans un sens puis dans l’autre. Soulever le corps par le milieu du commutateur libère partiellement les arcs des skis, facilitant ainsi la transition vers la direction opposée.

## Changer de technique
Dans les années 1990, les skis ont été progressivement élargis au niveau de la spatule et du talon par rapport à la taille. L'application d'une carre de ces skis « façonnés » ou « paraboliques » apporte une surface incurvée à la neige, ce qui entraîne un virage carvé.